# Kaplica Najświętszej Marii Panny w Szyperkach
Kaplica Najświętszej Marii Panny w Szyperkach – dawna kaplica greckokatolicka wzniesiona w 1875 w Szyperkach.
Obecnie pełni funkcję rzymskokatolickiej kaplicy Narodzenia Najświętszej Maryi Panny MB Bolesnej w Jarocinie.

## Opis
W połowie XIX w. zatrudniono przy wyrębie i spławie pozyskanego drewna greckokatolickich Rusinów. Dla nich ufundował w 1875 drewniana kaplicę w Szyperkach ziemianin Pokrowski. 
Kaplica składa się z nawy i przedsionka, przykrytych oddzielnymi dwuspadowymi blaszanymi dachami. Nad nawą sześcioboczna wieżyczka na sygnaturkę z kopułką i krzyżem. Ściany oszalowane pionowo deskami.

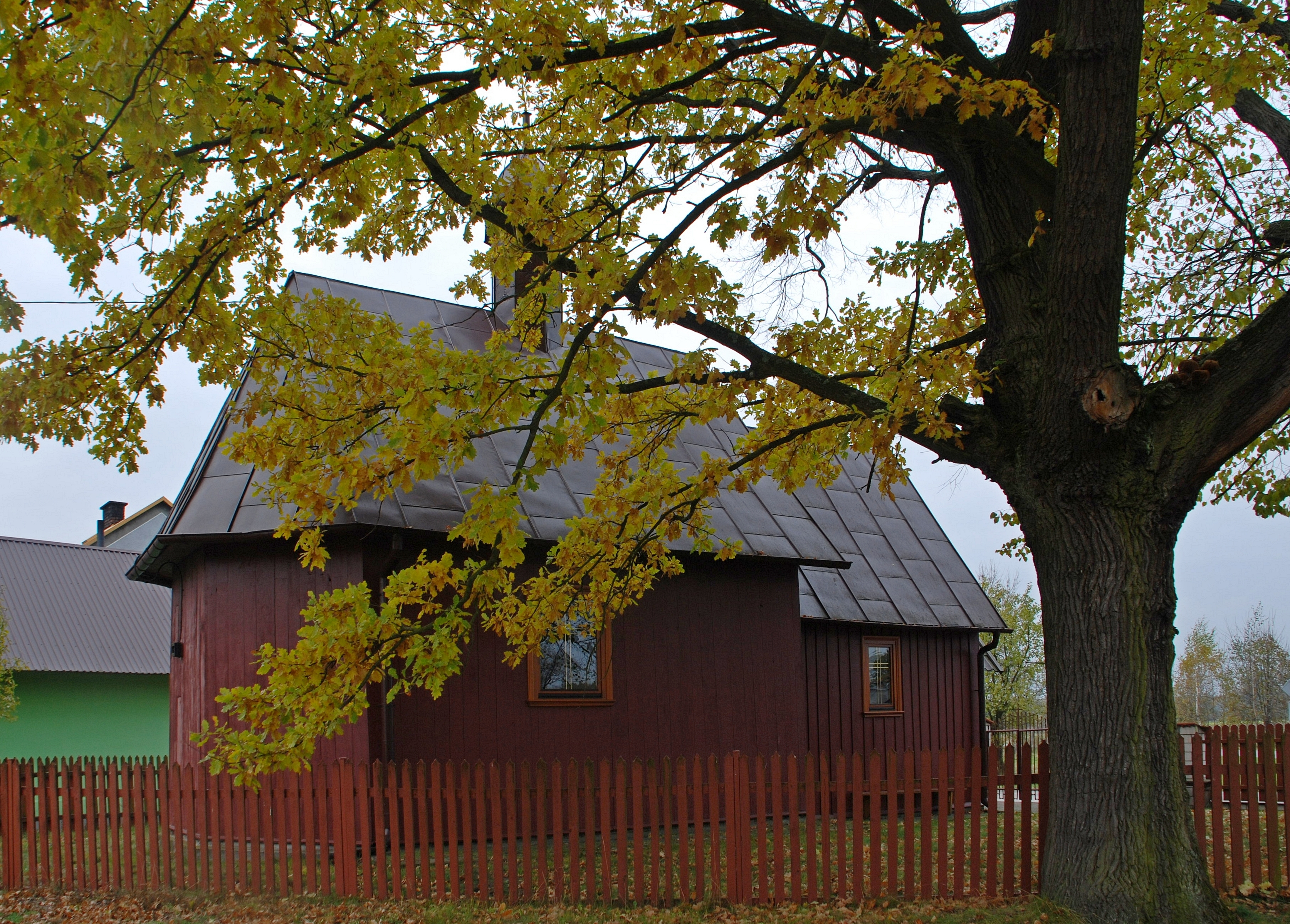
Elewacja południowa
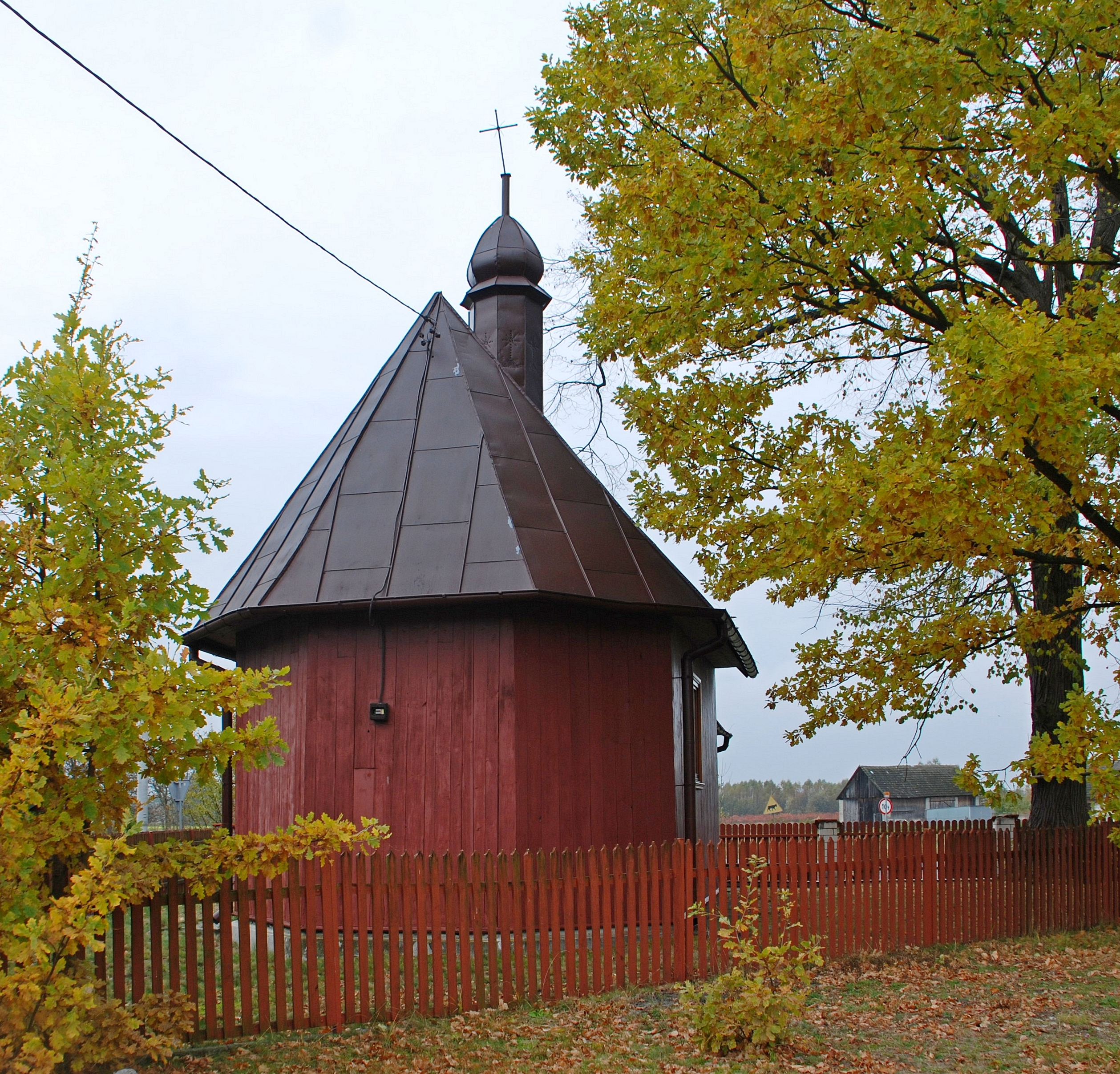
Widok od strony wschodniej